# فاطمه سعیدی
فاطمه سعیدی (زاده ۱۳۴۱) چهره سیاسی اصلاح طلب، عضو حزب حزب کارگزاران سازندگی ایران و نماینده مردم تهران، ری، شمیرانات، اسلامشهر و پردیس، در دهمین دوره مجلس شورای اسلامی بوده‌است. او دارای مدرک کارشناسی ارشد مدیریت آموزشی است.

## نماینده تهران در مجلس دهم
در دهمین دوره انتخابات مجلس شورای اسلامی، فاطمه سعیدی، در لیست سی نفرهٔ ائتلاف فراگیر اصلاح طلبان: گام دوم در تهران حضور داشت و توانست با کسب ۱٬۱۷۶٬۹۰۵ رأی، در رتبهٔ چهاردهم تهران، وارد مجلس دهم شود.

## سوابق
- شاغل در مدارس منطقه شش آموزش و پرورش تهران
- عضو شورای استان تهران حزب کارگزاران سازندگی ایران
- ۱۵ سال سابقه مدیریت در مدارس
- ۲۰ سال سابقه فعالیت سیاسی به خصوص در دوره اصلاحات در استان کرمان[۲]
- از مهر سال۱۳۶۰ وارد آموزش و پرورش شدند و به مدت ۱۰سال در مدارس ابتدایی روستاهای استان کرمان مشغول به کار بودند
- از سال ۱۳۷۰وارد مقطع متوسطه به عنوان دبیر ادبیات و از سال ۱۳۷۲تا ۱۳۸۰مدیریت مدارس نمونه دولتی و مردمی رو بر عهده داشتند
- سال ۱۳۸۰وارد وزارت آموزش و پرورش شدند و کارشناس دفتر امور زنان وزارت آموزش و پرورش را برعهده داشتند
- از سال ۱۳۸۴کارشناس مسئول دفتر وزارتی وزارت آموزش و پرورش بودند
- از سال ۱۳۸۸تا ۱۳۹۵مدیریت مدارس مناطق تهران را به عهده داشتند